# لی هیون جائه
لی هیون جائه (انگلیسی: Lee Hyun-jae؛ زادهٔ ۲۰ دسامبر ۱۹۲۹) یک سیاست‌مدار اهل کره جنوبی است. وی از ۲ مارس ۱۹۸۸ تا ۴ دسامبر ۱۹۸۸ نخست‌وزیر این کشور بود.